# Zuun
Zuun (Frans: Zuen) is een gehucht in de Belgische provincie Vlaams-Brabant, gelegen in de gemeente Sint-Pieters-Leeuw. Het ligt ruim twee kilometer ten noordoosten van het dorpscentrum van Sint-Pieters-Leeuw en is net als het gehucht Negenmanneke, dat net ten noorden ligt, een verstedelijkt gehucht aan de rand van de Brusselse agglomeratie. Tussen Negenmanneke en Zuun loopt de Zuunbeek.

## Geschiedenis
Zuun was lang een klein landelijk gehuchtje. In 1896 werd hier een Sint-Lutgardiskapel opgetrokken. Het gehucht groeide in de 20ste eeuw verder uit. Halverwege de jaren 20 werd hier de Tuinwijk Zuun aangelegd, waarna er nog meer sociale woonwijken kwamen. Rond 1965 werd de Sint-Lutgardiskerk opgetrokken.

## Bezienswaardigheden
- De Sint-Lutgardiskerk

## Natuur en landschap
Zuun ligt aan de rand van de Brusselse agglomeratie, aan het Kanaal Brussel-Charleroi en de Zuunbeek. De hoogte bedraagt 29-39 meter.

## Sport
Voetbalclub KV Zuun is aangesloten bij de Belgische Voetbalbond en speelde er een paar jaar in de nationale reeksen.

## Verkeer en vervoer
Zuun ligt aan de steenweg Brussel-Bergen, de N6 of Bergensesteenweg genoemd. Ten oosten loopt het Kanaal Brussel-Charleroi.

## Nabijgelegen kernen
Negenmanneke, Sint-Pieters-Leeuw, Ruisbroek